# طرخشقون إيراني
طرخشقون إيراني (الاسم العلمي:Taraxacum iranicum) هو نوع من النباتات يتبع جنس الطرخشقون من الفصيلة النجمية.